# ۱۳ اکتبر
۱۳ اکتبر دویست و هشتاد و ششمین (در سال‌های کبیسه دویست و هشتاد و هفتمین) روز سال در گاه‌شماری میلادی است. ۷۹ روز تا پایان سال باقی‌است .

## رویدادها
- ۱۹۱۸ - با امضای پیمان آتش‌بس و استعفای طلعت پاشا نخست وزیر امپراتوری عثمانی این کشور از جنگ جهانی اول کناره گرفت.
- ۱۹۲۳ - آنکارا جای استانبول را به عنوان پایتخت ترکیه گرفت.
- ۱۹۴۳ - با تشکیل دولت جدید در ایتالیا این کشور در جریان جنگ دوم جهانی با تغییر جناح به متفقین پیوست و به آلمان اعلان جنگ کرد.
- ۱۹۴۴ - جنگ جهانی دوم: ریگا، پایتخت لاتویا توسط قوای ارتش سرخ تصرف شد.
- ۱۹۴۶ - چهارمین جمهوری فرانسه تأسیس شد.
- ۱۹۷۰ - فیجی به سازمان ملل متحد پیوست.
- ۱۹۷۲ - در اثر سانحه در پرواز هواپیمای ایلیوشین ۶۲ هئاپیمایی آئروفلوت، بزرگترین شرکت هوایی روسیه خارج از مسکو ۱۷۴ نفر کشته شدند.
- ۱۹۷۲ - در پی سقوط پرواز شماره ۵۷۱ نیروی هوایی اروگوئه بر فراز کوه‌های آند بین مرز شیلی و آرژانتین تا ۲۳ دسامبر فقط ۲۳ نفر از ۴۵ سرنشین زنده نجات داده شدند.
- ۱۹۹۲ - در پی سانحه یک بوئینگ ۷۰۷ بولیوایی ۹۷ سرنشین (عمدتا کودک) و یک نفر بر روی زمین کشته شدند.
- ۱۹۷۷ - چهار فلسطینی دست به سرقت هواپیمای پرواز شماره ۱۸۱ خطوط هوایی لوفتانزا زدند و خواستار آزادی ۱۱ تن از اعضای فراکسیون ارتش سرخ شدند.
- ۱۹۸۳ - شرکت ارتباطی ای تی اند تی برای نخستین بار در ایالات متحده شبکه موبایل را در شیکاگو راه اندازی کرد.
- ۱۹۹۰ - در پی حمله قوای سوری به مقر ریاست جمهوری لبنان و پناهندگی میشل عون، فرمانده یکی از جناه‌های درگیر به سفارت فرانسه جنگ داخلی لبنان پس از ۱۵ سال و ۶ ماه به پایان رسید.
- ۱۹۹۲ - در اثر سانحه در پرواز هواپیمای آنتونوف ۱۲۴ خطوط هوایی آنتونوف حوالی کیف پایتخت اوکراین ۸ تن کشته شدند.
- ۲۰۱۰ - ۳۳ معدنچی شیلیایی پس از ۶۹ روز گرفتاری در معدن تخریب شده زنده بیرون کشیده شدند.

## زادروزها
- ۱۸۹۹ – پیرو دوزیو، بازیکن فوتبال، بازرگان و رانندهٔ مسابقات اتومبیل‌رانی اهل ایتالیا (د. ۱۹۷۵)
- ۱۹۳۱ - ریموند کوپا
- ۱۹۴۳ – پیتر سائوبر، خودشاغل سوئیسی، بنیانگذار تیم سائوبر در مسابقات اتومبیل‌رانی فرمول یک
- ۱۹۴۹ – پاتریک نیو، رانندهٔ مسابقات اتومبیل‌رانی اهل بلژیک (د. ۲۰۱۷)
- ۱۹۵۸ – دوین ایوانز، ورزشکار دو و میدانی اهل ایالات متحده آمریکا

## درگذشت‌ها
- ۱۹۸۹ − فرد آقاباشیان، رانندهٔ مسابقات اتومبیل‌رانی اهل ایالات متحده آمریکا (ز. ۱۹۱۳)

## مناسبت‌ها
- روز بدون سینه‌بند